# منتخب بوهيميا لكرة القدم
منتخب بوهيميا لكرة القدم (بالألمانية: Böhmische Fußballnationalmannschaft)‏ هو ممثل بوهيميا الرسمي في المنافسات الدولية في كرة القدم في فئة كرة القدم للرجال
، يديريه اتحاد جمهورية التشيك لكرة القدم.